# Comuna Mače, Krapina-Zagorje
Mače este o comună în cantonul Krapina-Zagorje, Croația, având o populație de 2.534 de locuitori (2011).

## Demografie
Componența etnică a comunei Mače
     Croați (99,37%)
     Necunoscut (0,04%)
     Neclasificat (0,39%)
Componența confesională a comunei Mače
     Catolici (98,07%)
     Necunoscută (0,32%)
     Alte religii (1,62%)
Conform recensământului din 2011, comuna Mače avea 2.534 de locuitori. Din punct de vedere etnic, majoritatea locuitorilor (99,37%) erau croați. Apartenența etnică nu este cunoscută în cazul a 0,04% din locuitori. Din punct de vedere confesional, majoritatea locuitorilor (98,07%) erau catolici. Pentru 0,32% din locuitori nu este cunoscută apartenența confesională.